# 安倍豊造
安倍 豊造（あべ とよぞう、1891年 - 1979年）は日本ホーリネス教会の牧師、戦後は日本基督教団ホーリネスの群の牧師。

## 生涯
秋田県鹿角郡宮川村に生まれた。幼少の頃は、医師になることを目指した。秋田県小坂町の東洋宣教会の伝道館で大沢豊助によって入信した。
後に、柏木聖書学院に入学して、卒業後に日本ホーリネス教会の伝道者として、福島、青森、千葉、仙台、東京で働いた。1933年のホーリネス分裂事件の際には委員側に加わり、1936年の和協分離後は日本聖教会の牧師になった。
1937年6月に日本聖教会の東京都中野区の更生教会の牧師に就任した。1941年日本基督教団第6部の牧師になる。1942年6月ホーリネス弾圧事件の時には、2年間拘禁された。政府によって牧師を辞職させられ、1943年4月教会は解散させられる。1945年5月の米軍機の空襲によって、会堂は消失する。
戦後それらの体験を著書『受難の記録』にまとめる。戦後更生教会を再建する。そして、日本基督教団ホーリネスの群の牧師、更生教会の発展のために長年仕え、1973年4月引退を表明して、名誉牧師になる。

## 著書
- 『聖霊行伝』
- 『受難の記録』